# Peter Graaff
Peter Jan Graaff (Bandung, 21 januari 1936 – Emmen, 24 maart 2014) was een Nederlandse generaal bij de Koninklijke Landmacht. Hij was onder meer Bevelhebber der Landstrijdkrachten en Chef-Defensiestaf.

## Loopbaan
Peter Graaff begon zijn militaire loopbaan in 1952 als cadet aan de Koninklijke Militaire Academie (KMA). Drie jaar later haalde zijn officiersdiploma en werd benoemd tot tweede-luitenant van het Wapen der Genie. Hij vervulde in de luitenants- en kapiteinsrangen vele functies binnen de Genie. Van 1968 tot 1970 studeerde Graaff Hogere Militaire Bedrijfsleer aan de Hogere Krijgsschool (HKS) in Den Haag. Na enkele staffuncties keerde Graaff terug naar de HKS als docent, later hoofd onderwijs. In 1975 kreeg Graaff het commando over het 41 Geniebataljon in Seedorf. Ook studeerde hij een jaar aan het US Army War College in  Carlisle (Pennsylvania). Na die tijd werd Chef-Staf van het Nationaal Territorriaal Commando in Gouda. Eind 1981 werd hij in de rang Brigadegeneraal benoemd tot Commandant 11 Pantserinfanteriebrigade in Schaarsbergen en in 1983 werd hij Souschef Plannen bij de Staf van Koninklijke Landmacht in Den Haag. In 1984 werd hij bevorderd tot Generaal-majoor en benoemd tot Plaatsvervangend Bevelhebber der Landstrijdkrachten, tevens plaatsvervangend Chef Landmachtstaf. Op 31 oktober 1985 volgde Graaff Luitenant-generaal Han Roos op als Chef Landmachtstaf, tevens Bevelhebber der Landstrijdkrachten (BLS) en werd op die bevorderd tot Luitenant-generaal. Drie jaar later droeg Graaff het bevel van de Landmacht over om op 16 December Generaal Govert Huijser op te volgen als Chef-Defensiestaf (CDS), onder gelijktijdige bevordering tot Viersterrengeneraal. Na vier jaar te hebben gediend als CDS verliet Graaff in mei 1992 de actieve dienst en droeg de functie van CDS over aan Generaal Arie van der Vlis. Graaff werd bevorderd tot Grootofficier in de Orde van Oranje-Nassau met de Zwaarden en tevens benoemd tot Adjudant in buitengewone dienst van HM de Koningin. 

## Latere leven en overlijden
Na zijn militaire loopbaan heeft Graaff nog enkele bestuursfuncties bekleed. Peter Graaff overleed op 24 maart 2014 op 78-jarige leeftijd in Emmen.

## Onderscheidingen en Medailles
Grootofficier in de Orde van Oranje-Nassau met de Zwaarden (bij bevordering)

 Ridder in de Orde van de Nederlandse Leeuw

 Onderscheidingsteken voor Langdurige Dienst als Officier, cijfer XXX

 Vierdaagsekruis (4 deelnames)

 Vaardigheidsmedaille van de Nederlandse Sport Federatie (5 deelnames)

 Kruis voor de Tweedaagse Militaire Prestatietocht

 Commandeur in de Legion of Merit van Amerika

 Officier de la Légion d'honneur (Officier in het Legioen van Eer) (Frankrijk)

 Legerster van Eer 1ste klasse (Indonesië)

 Onderscheidingsteken Hogere Militaire Vorming (HMV) ('Gouden zon‘)